# Kjesäters Folkhögskola

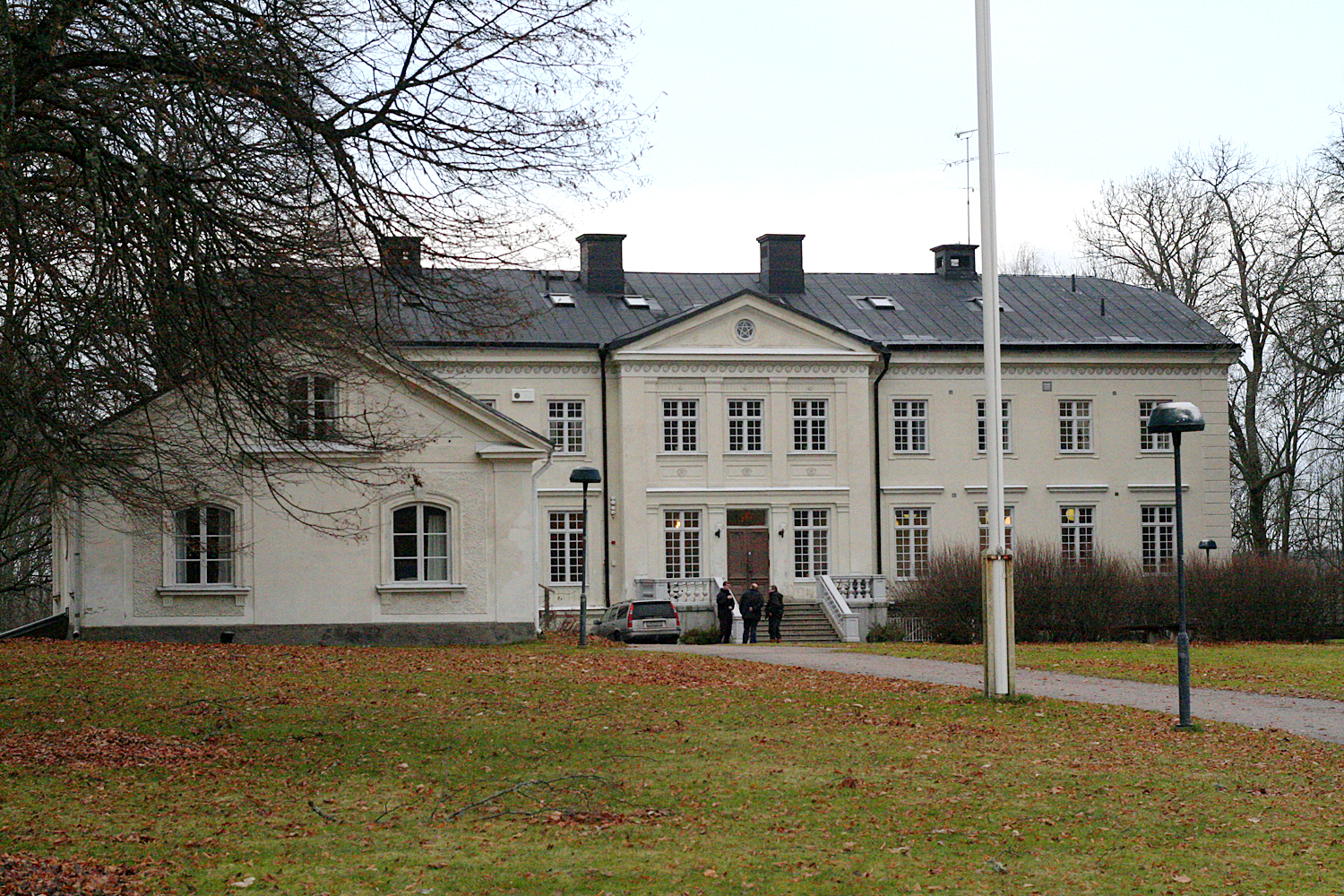
Kjesäters folkhögskolas fastighet Kesätters slott

Kjesäters folkhögskola var en folkhögskola belägen på Kesätters slott i Vingåkers kommun. Skolans huvudman var Svenska Scoutförbundet, sedan 2012 Scouterna. Verksamheten bedrevs mellan 1962 och 2011. 
Skolan fick under 2000-talet ökande ekonomiska problem, vilket ledde till att den 2011 omgående måste avvecklas. Idag bedriver Scouterna folkhögskoleverksamheten inom ramen för Scouternas Folkhögskola.

## Visionen om Kjesäter
1960 sålde Vingåkers kommun Kesätters slott till Sveriges scoutförbund för 1 krona. När Sveriges Scoutförbund och Sveriges Flickors Scoutförbund bildade Svenska Scoutförbundet 13 november 1960, togs beslut om att starta en folkhögskola, och valet föll då på Kesätter. Den 13 december 1962 togs det första spadtaget, av Estelle Bernadotte, även känd som "Paki" i flickscoutkretsar. Renoveringen och uppbyggnaden av folkhögskolan drog igång. Man fick gåvor och bidrag och scouterna själva bidrog genom egna arbetsinsatser med ca 2 miljoner kronor (motsvarande 15 miljoner kronor 1990). Bland annat samlade de olika scoutdistrikten in pengar genom att tillverka och sälja olika sorters "souvernirer". Enbart Kulla scoutdistrikt drog in tillräckligt mycket för att föräras en samlingssal som till denna dag går under namnet Kullasalen. Likaså Folkunga scoutdistrikt, som har Folkungasalen uppkallad efter sig. Detta sätt att bidra till uppbyggnaden av Kjesäter höll i sig under skolans första 40 år, då bland annat vandrarhemmet Vita Villan skapades, samt vindskyddet Miatorpet, som ligger vacker beläget i bokskogen, med utsikt över gamla fruktträdgården, kapellet och elevhemmen.

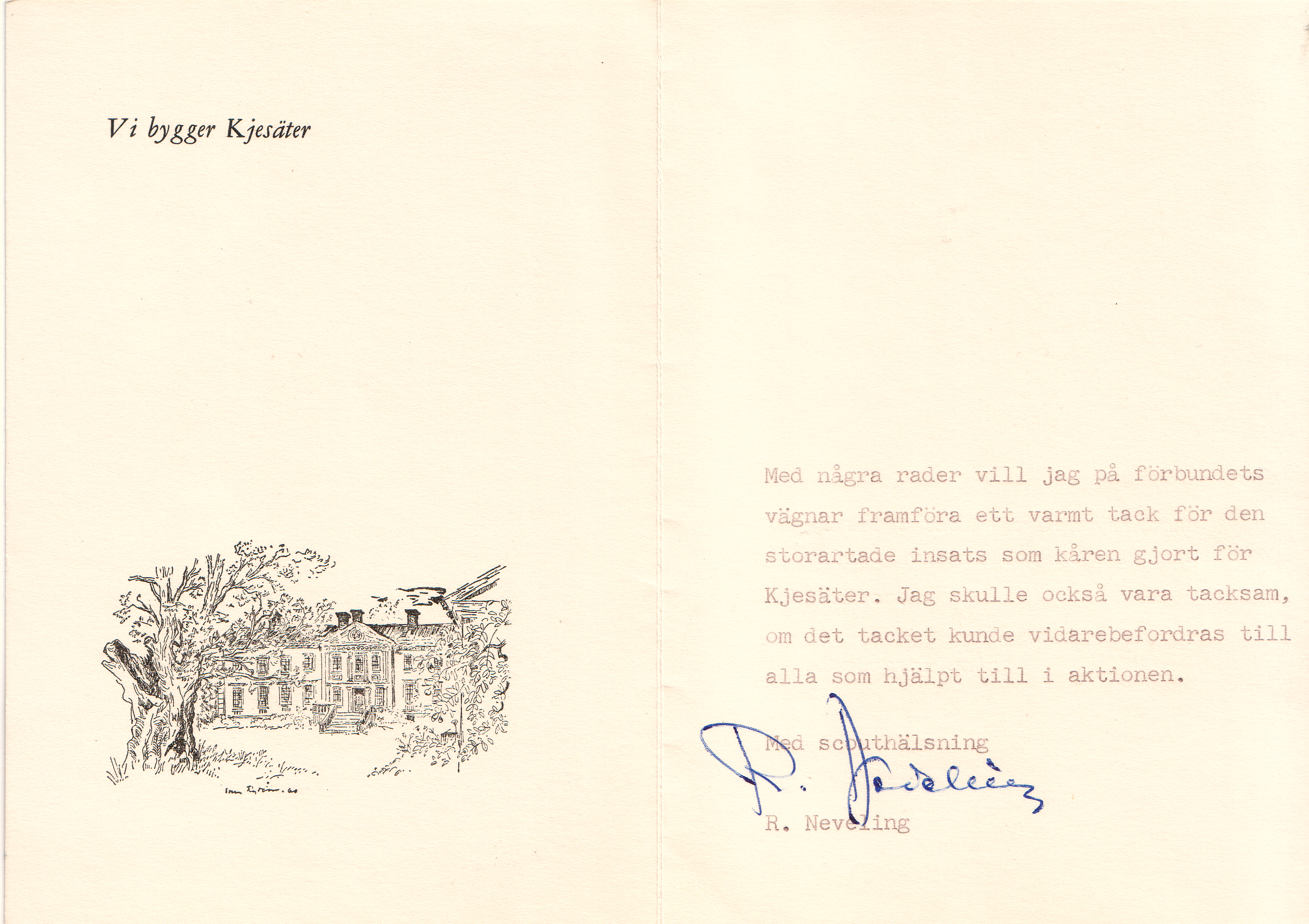
Tackkort från iordningställandet av Kjesäters folkhögskola.

Inför Sveriges Flickors Scoutförbund (SFS) och Sveriges Scoutförbund (SS) planerade sammanslagning insåg man att ”Samgåendet innebar en sammansmältning mellan två utbildningssystem, en samordning av gamla kursformer samtidigt som nya utvecklingslinjer började skönjas. Ett stort förbund kan inte fungera likadant som ett litet. En breddad regional utbildning för med sig ökade behov av kursledare, av pedagogiska hjälpmedel, av nya finansieringsvägar. /.../ Med Kjesäter får vi inte bara en byggnad med atmosfär och naturskön omgivning – vi får en fast stab av människor, kunniga pedagoger, besjälade av en varm önskan att från första början ge Kjesäter en prägel av sjudande liv. De kommer att ha sina hem där, sitt arbete, en del av sin fritid – de som gästar Kjesäter gästar också ett hem. Till stor del kommer Kjesäters lärarstab att kunna ta aktiv del i förbundets kursverksamhet där och på så sätt medverka till en fortlöpande utveckling av vår ledarutbildning.” (ur: Boken om Kjesäter, Svenskt scoutliv 1964, s 34-35)
Bengt Junker sade om Kjesäter: ”En ungdomsledare måste vara både realist och drömmare. Kjesäter hörde från början till drömmarnas rike, projektet var gjort av det drömmar vävs av. Sakta fördes Kjesäteridén över till realismens domäner. Nu står anläggningen färdig, beredd att vara kraftcentrum i en rörelse, en förnyelsens källa som inbjuder oss alla att söka sig dit".
Bengt Carlberg, SAR arkitekt: ”För oss konsulter har det varit en upplevelse att se vad frivilligt arbete buret av intresse och idealitet kan uträtta. I samarbete med byggnadskommitté och arbetsutskott har konsulterna mött en sådan klar målsättning och ett sådant intresse för uppgiften som en professionell byggherre sällan visar. Förmågan att med frivillig arbetskraft först kartlägga behoven och sedan organisera material- och inventarieanskaffning har varit beundransvärd. Det lovar gott för Kjesäters framtid".
Margareta Broon: "När Kjesäter kom till, växte det som ställe och skola ut ur scouting /…/ ett slags syntes av människo- och livssyn och praktisk pedagogik, ibland enkelt sammanfattad i fem fundament:
1. scoutlag och löfte
2. learning by doing
3. friluftsliv/natur
4. den lilla gruppens metod
5. internationalism

Kjesäter var avsett att vara scoutrörelsens skola. Allt på Kjesäter var sprunget dels ur förbundets arbete och tidigare insatser, dels ur scoutings syn på livet och människan och dess metodik, men givetvis format för skolverksamhet för vuxna och inte som fritidsverksamhet för barn."
Kjesäters folkhögskolan och ledarutbildningsinstitut invigdes i maj 1964, under överinseende av bland andra kung Gustav VI Adolf, Bengt Junker, biskop Ingmar Ström och en ung Olof Palme.
Redan första sommaren inleddes den 47 år långa traditionen av konfirmationsläger på Kjesäter. Två stycken läger om fyra veckor, samt under åren 66-83 ett tredje läger integrerat hörande – icke-hörande. Det som gjorde scoutkonfirmationslägren på Kjesäter så unika under de första 40 åren (?) var att ridning och hästskötsel stod på schemat. Skolans första rektor (och i mångt och mycket, grundare) Eilertz Fryland, var av åsikten att ungdomar lär sig mycket om sig själva genom att ta hand om ett djur, samt växer som människor av att lära sig bemästra något de inte tidigare kunnat. För många var det första gången de red. I slutet av lägret kunde alla hoppa och de kunde rida en enklare form av dressyr.
Vinterkursen var från början tänkt att även ta emot hörselskadade och döva elever. Skolan utrustades med för tiden dyrbar utrustning för att detta skulle fungera. Under många år utgjorde Kjesäter den enda folkhögskolan som erbjöd döva och hörselskadade möjlighet att studera i den skolformen.
Andra läsåret, 1966, hölls de första kurserna för f.d. särskolelever, korta kurser som så småningom blev vinterkurslånga och gick under namnen Ämneskursen och, under senare år, Växa. Målet var att ”genom undervisning med adekvat ställda krav och stimulerande fritid i nära kontakt med övriga elever på skolan, bidra till elevernas personlighetsutveckling och öka deras möjligheter att få leva att rikt och självständigt liv.” (ur: Kjesäter 25 år, Svenska Scoutförbundets folkhögskola, sidan 25). Även i detta arbete var Kjesäter en föregångare bland folkhögskolor.
Skolan hade förutom allmänt studiekompletterande kurser även ett utbud av kurser som vänder sig till den som vill lära mer om ledarskap eller scouter och friluftslivsintresserade. Skolan var belägen på Kjesäters slott i Vingåkers kommun.
År 2008 ingick Kjesäter folkhögskola i Scouternas Ledarskapsakademi, scoutrörelsens ledarutbildningskoncern, underordnad Svenska Scoutrådet. Akademin har hand om olika ledarutbildningar inom scoutrörelsen, såsom Gilwellutbildningen. Scouternas Ledarskapsakademi har sitt huvudkontor i Stockholm, men utgångspunkten var Kjesäters folkhögskola. Uppbyggnaden av Scouternas Ledarskapsakademi genomfördes på Kjesäter folkhögskola under 2010, men akademin har även andra olika scoutledarutbildningar, som inte fanns på Kjesäters folkhögskola.

### Renoveringar
I olika etapper har skolans byggnader renoverats och nya byggts:
- Slottet har renoverats och byggts om.
- Nybyggnad av de fyra elevhemmen Nordan, Östan, Sunnan och Västan.
- Nybyggnad av S:t Görans kapell 1965.
- Ombyggnad av Stallet.
- Nybyggnad av elevhemmet Gläntan 1970.
- Nybyggnad av Grafiska verkstan med scoutarkiv i källaren 1972.
- Nybyggnad av gymnastikhuset 1981.
- Renovering av arbetarbostad till att bli scoutvandrarhemmet "Vita Villan" 1983.
- Iordningställande av scoutmuseet i Östra Flygeln 1987.
- Ny matsalsbyggnad 1989.

## Rektorer
- Urban Hermansson 2010-2011
- Mattias Wiggberg 2008-2009
- Magnus Måhl 2002-2008
- Laila Sällh Johansson 2000-2002
- Ursula Nihlen 1997-1999
- Egil Boräng 1983-1996
- Eilertz Fryland 1964-1983

## Kurser

### Allmän kurs
Allmän kurs var ett komplement eller alternativ till studier på gymnasiet eller komvux. Utbildning inom alla kärnämnen finns. Den allmänna kursen ges i flexibel form (distans), där deltagarna har kontakt med varandra och handledaren över internet.

### Fritidsledarutbildning
Är en yrkesutbildning för den som vill arbeta med fritid och ledarskap. Utbildningen vänder sig till den som vill fördjupa sina kunskaper inom ledarskap och pedagogik och samtidigt utveckla sig själv och sitt ledarskap. Utbildningen är tvåårig och följer Fritidsledarskolornas gemensamma riktlinjer och leder till fritidsledarexamen. På Kjesäter fanns under de senare åren två inriktningar; ungdomsinriktning och inriktning på socialpedagogiskt främjande arbete.

### Ledarkurs
Var en grundkurs för den som ville lära mer om pedagogik och ledarskap för att i framtiden arbeta med barn och unga ideellt eller professionellt. Kursen var ettårig.

## Scoutcenter
Kjesäter räknades som ett av Sveriges scoutcenter. Här hölls varje år en rad arrangemang och kurser. Kjesäter hade en rad fasta aktiviteter som kunde användas av besökande kårer och deltagare. I och med skolans faciliteter ökade möjligheten till effektiva sammankomster då ex. kök och matsal fanns och kunde bemannas av skolans personal. Lägerområdet rymde ca 100 personer. Möjlighet fanns också för golvförläggning i skolans klassrum.
Kjesäter var ett scoutkurscentrum. Här hölls Högre ledarkurs, utbildningsledarkonferenser, kår- och distriktskurser, konfirmationsledarutbildning, ideologihelger, kurser i U-landsfrågor och miljöfrågor, skapande verksamhet, kårutbildare och kårtidningsutgivare, internationell handikappscoutkonferens 1967. Kjesäter stod värd för europeiskt miljövårdsseminarium 1973, man erbjöd personalutbildning för professionella scoutledare 1974. ”Kjesäter blev känt, inte bara för sitt svåruttalade namn.”
Från 1981 möjligt anordna kurser berättigade till statsbidrag även om man inte var på själva folkhögskolan, om folkhögskolelärare fanns i ledarteamet. Efter det ingick alltid Kjesäterlärare i t.ex. team för Treklöver-Gilwellkurserna.
1988 hölls Svenska scoutförbundets Förbundsmöte på Kjesäter.

## Vandrarhem
"Scoutvandrarhemmet" Vita Villan var från början en lantarbetarbostad som i början av 1980-talet renoverades och rustades av seniorscouter under två arbetsläger. Det första hölls påsken -82 och handlade till största delen om att slänga ut gammal skräp och att slå ut väggar.Andra lägret var i juni -83 och det handlade om inredning. Invigningen skedde i juni 1983. I vandrarhemmet finns totalt 30 bäddar fördelade på rum om 6, 4 och 2 bäddar. Vandrarhemmet var anslutet till Svenska Turistföreningen och Hostelling International. Det står nu tomt.

## Scoutmuseet

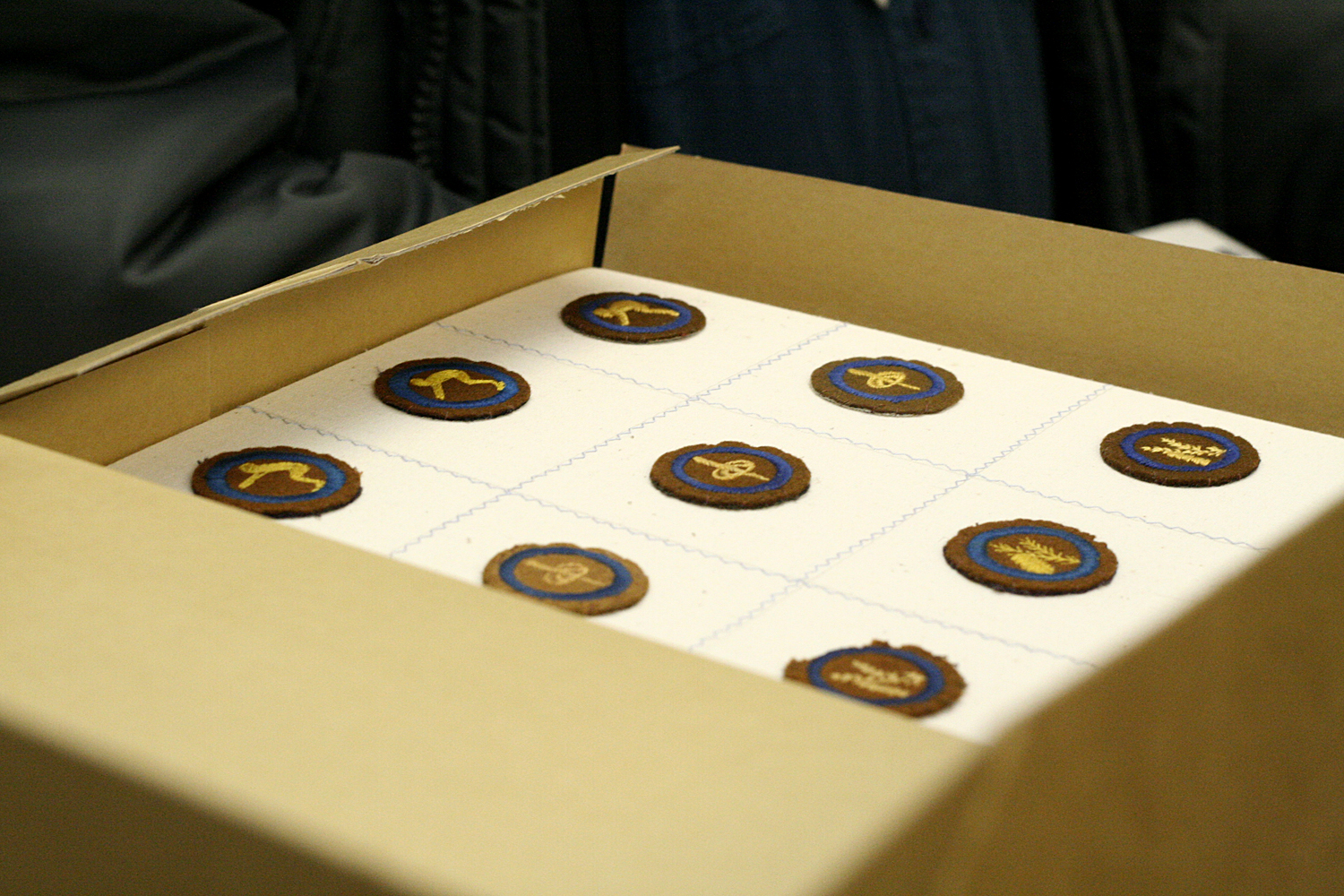
Del av museets omfattande samlingar.

Scoutmuseet var inrymt i Östra Flygeln vid slottsbyggnaden. Museets samlingar består av föremål och dokument från scoutings historia. Två tredjedelar av museet består av en basutställning och resterande del av specialutställningar. Tanken är att specialutställningarna ska återspegla årsskrifterna från "Scoutmuseets vänner" och därmed förnyas en gång om året. Scoutmuseet hade öppet efter överenskommelse och var ofta bemannat under större scoutaktiviteter på området. Scoutmuseet flyttades till Stockholm i samband med flytten av rikskansliet.

## Kjesäters scoutkår
På skolan fanns, liksom på många andra scoutanläggningar i Sverige, en scoutkår. De allra flesta är dock endast distriktskårer, som inte bedriver vanlig kårverksamhet, utan är mera för personer som vill vara med i scouterna, men inte har tid att engagera sig i rörelsen. Kjesäter scoutkår är bara en kår med ett tjugo-tal medlemmar, men har ingen verksamhet, och är därför bara en stödkår för de som vill vara med i scouterna, men inte har tid för det. Trots folkhögskolans nedläggning, finns kåren fortfarande kvar. Kårens halsduk är ljusgrå, efter den runsten som hittades på Kjesäters ägor, och kantbandet är engelskt rött efter den röda färgen som fortfarande finns i Kullasalens fönster och dörrar, och som man behöll efter den ursprungliga färgsättningen, då Kjesäter var en herrgård. På fliken finns Kjesätersymbolen broderad i engelskt rött. Kjesäters första scoutgrupp kallade sig Flücktingarne, för att minna om Kjesäters förflutna som flyktingmottagning för norrmännen under andra världskriget. Dessutom, tyckte man, att eleverna på skolan som kom från hela Sverige och även från andra länder, kunde känns sig hemma i "flykting"-tematiken. Man kom till Kjesäter för att få en fristad.

## Kuriosa
Under den sista vårterminen gavs ett enda nummer ut av den fristående elevtidningen Kjesäter Times, som gjordes av två fritidsledarstuderande. Tidningen trycktes upp i drygt 100 exemplar och veks och häftades ihop för hand. Tidningen var gratis och distribuerades över skolan av redaktörerna. Tidningen bytte namn till Nord och Syd och blev en idépolitisk blogg när Kjesäter folkhögskola flyttades. Tidigare läsår har givetvis haft egna tidningar.
Kjesäter har förekommit i en filmatisering för TV, en produktion som hette "Flykten över kölen", som handlade om den norska flyktingströmmen till Sverige under andra världskriget.[källa behövs]